# 오카야마촌 (후쿠시마현)
오카야마촌(岡山村)은 후쿠시마현 시노부군에 있던 촌이다.  현재의 후쿠시마시 동부지역의 일부에 해당한다.

## 역사
- 1889년 4월 1일 - 정촌제 시행에 의해 3촌의 구역으로 성립하였다.
- 1947년 3월 10일 - 후쿠시마시에 편입하여, 동일 오카야마촌이 폐지되었다.

## 교통

### 도로
- 나카무라 가도(현:국도 115호선)

## 참고문헌
- 角川日本地名大辞典 7 福島県